# Yingli Tower
Der Yingli Tower (chines.: 英利国际金融中心; Pinyin: Yīnglì Guójì Jīnróng Zhōngxīn) ist ein Wolkenkratzer in Chongqing, China.
Der 61-stöckige Büroturm ist 285 Meter hoch und wurde von 2009 bis 2012 errichtet. Der Entwurf des Turms besitzt am Boden einen quadratischen Grundriss, verjüngt sich jedoch nach oben und schließt kronenartig ab. Die Fassade wurde mit blau schimmerndem Glas verkleidet. Erste Planungen des Gebäudes wiesen eine Höhe von 318 Metern auf, welche später auf 285 Meter reduziert wurde.